# Лондон еПри
Лондон еПри е кръг от шампионата за болиди с електрическо задвижване Формула Е под егидата на ФИА. Провежда се през първите два сезона на надпреварата - 2014/15 и 2015/16 на пистата Батърсий Парк в Лондон, Англия.

## История
Първоначално сезон 2014/15 включва десет старта, като последният от тях е в Лондон. Чак през февруари 2015 г. след дълго чакане е получено разрешение лондонското състезание да се състои в парка Батърсий, като в два поредни дни ще се проведат два старта, увеличавайки бройката на кръговете през сезона на 11. Първият старт е на 27 юни, а вторият - на 28 юни. Титлите при пилотите и отборите се решават именно по време на Лондон еПри. След първия старт е.дамс-Рено стават недостижими при отборите, а седмото място във второто състезание на Нелсиньо Пикет е достатъчно, за да завърши на точка преднина пред Себастиен Буеми в крайното класиране при пилотите.
Преди стартовете през 2016 г. става ясно, че лондонското еПри занапред няма да се провежда в Батърсий парк, след като е заведено дело срещу Формула Е заради провеждането на автомобилно състезание в обществен парк. И през тази година Лондон еПри определя шампионите - в последния старт Себастиен Буеми остава на две точки преднина пред Лукас ди Граси, а при При отборите Рено е.дамс печели втора поредна титла.

## Писта
Батърсий Парк е разположена на улиците в парка Батърсий на южния бряг на Темза. Дълга е 2,925 километра и има 17 завоя. Дизайнът е дело на Саймън Гибънс и използва четирите улици в рамките на парка.

## Спонсори и официални имена
- 2015: Виза – ФИА Формула Е Виза Лондон еПри 2015
- 2016: Виза – ФИА Формула Е Виза Лондон еПри 2016

## Победители
| Година | Победител       | Отбор           | Време     | Най-бърза обиколка | Пол позиция     | Дата   |
| ------ | --------------- | --------------- | --------- | ------------------ | --------------- | ------ |
| 2015   | Себастиен Буеми | е.дамс-Рено     | 47:54.784 | Лукас ди Граси     | Себастиен Буеми | 27 юни |
| 2015   | Сам Бърд        | Върджин Рейсинг | 45:48.792 | Сам Бърд           | Стефан Саразен  | 28 юни |
| 2016   | Никола Прост    | Рено е.дамс     | 53:56.683 | Нелсиньо Пикет     | Никола Прост    | 2 юли  |
| 2016   | Никола Прост    | Рено е.дамс     | 56:32.649 | Себастиен Буеми    | Себастиен Буеми | 3 юли  |

## Статистика

### Победи

#### Пилоти
| Победи | Пилот           | Постигнати         |
| ------ | --------------- | ------------------ |
| 2      | Никола Прост    | 2016 (1), 2016 (2) |
| 1      | Себастиен Буеми | 2015 (1)           |
| 1      | Сам Бърд        | 2015 (2)           |

#### Отбори
| Победи | Отбор              | Постигнати                   |
| ------ | ------------------ | ---------------------------- |
| 3      | Рено е.дамс        | 2015 (1), 2016 (1), 2016 (2) |
| 1      | DS Върджин Рейсинг | 2015 (2)                     |

#### Националност на пилотите
| Победи | Страна         | Постигнати         | Пилоти |
| ------ | -------------- | ------------------ | ------ |
| 2      | Франция        | 2016 (1), 2016 (2) | 1      |
| 1      | Швейцария      | 2015 (1)           | 1      |
| 1      | Великобритания | 2015 (2)           | 1      |

### Пол позиции

#### Пилоти
| ПП | Пилот           | Постигнати         |
| -- | --------------- | ------------------ |
| 2  | Себастиен Буеми | 2015 (1), 2016 (2) |
| 1  | Стефан Саразен  | 2015 (2)           |
| 1  | Никола Прост    | 2016 (1)           |

#### Отбори
| ПП | Отбор            | Постигнати                   |
| -- | ---------------- | ---------------------------- |
| 3  | Рено е.дамс      | 2015 (1), 2016 (1), 2016 (2) |
| 1  | Венчъри Гран При | 2015 (2)                     |

#### Националност на пилотите
| ПП | Страна    | Постигнати         | Пилоти |
| -- | --------- | ------------------ | ------ |
| 2  | Швейцария | 2015 (1), 2016 (2) | 1      |
| 2  | Франция   | 2015 (2), 2016 (1) | 2      |

### Най-бърза обиколка

#### Пилоти
| НОБ | Пилот           | Постигнати |
| --- | --------------- | ---------- |
| 1   | Лукас ди Граси  | 2015 (1)   |
| 1   | Сам Бърд        | 2015 (2)   |
| 1   | Нелсиньо Пикет  | 2016 (1)   |
| 1   | Себастиен Буеми | 2016 (2)   |

#### Отбори
| НОБ | Отбор                 | Постигнати |
| --- | --------------------- | ---------- |
| 1   | Ауди Спорт АБТ Шефлер | 2015 (1)   |
| 1   | DS Върджин Рейсинг    | 2015 (2)   |
| 1   | НИО Формула Е         | 2016 (1)   |
| 1   | Рено е.дамс           | 2016 (2)   |

#### Националност на пилотите
| ПП | Страна         | Постигнати         | Пилоти |
| -- | -------------- | ------------------ | ------ |
| 2  | Бразилия       | 2015 (1), 2016 (1) | 2      |
| 1  | Великобритания | 2015 (2)           | 1      |
| 1  | Швейцария      | 2016 (2)           | 1      |